# 平安の風わたる公園
平安の風わたる公園（へいあんのかぜわたる こうえん）は、秋田県横手市金沢中野にある都市公園。
後三年合戦の古戦場である西沼（大沼）のほとりに広がる公園で、1991年に歴史公園として整備された。美郷町との境界付近に位置し、美郷町側には後三年スキー場などを併設する「雁の里山本公園」がある。

## 概要
源氏軍が武衡軍の籠もる金沢柵に向かっていた途中、ここ西沼を通った際に、普段は列をなして飛んでいる雁が乱れ飛んでいるのを見て、敵の伏兵がいることを察知し、難を逃れたといわれる場所にある。
園内には合戦の様子を描写したレリーフ、合戦に登場する源義家や藤原清衡のブロンズ像などが設置されている他、沼にかかる三連の太鼓橋「雁橋（かりがねばし）」が特徴的である。

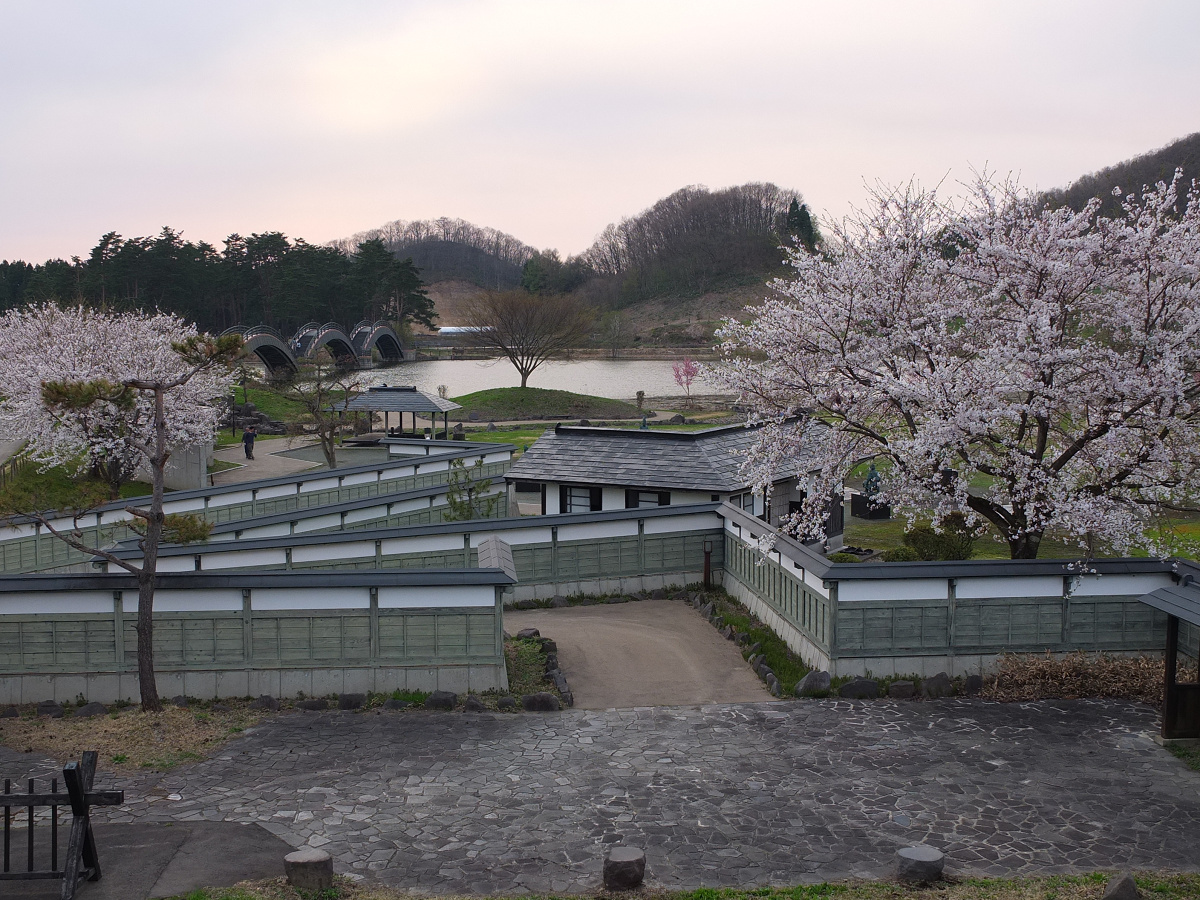
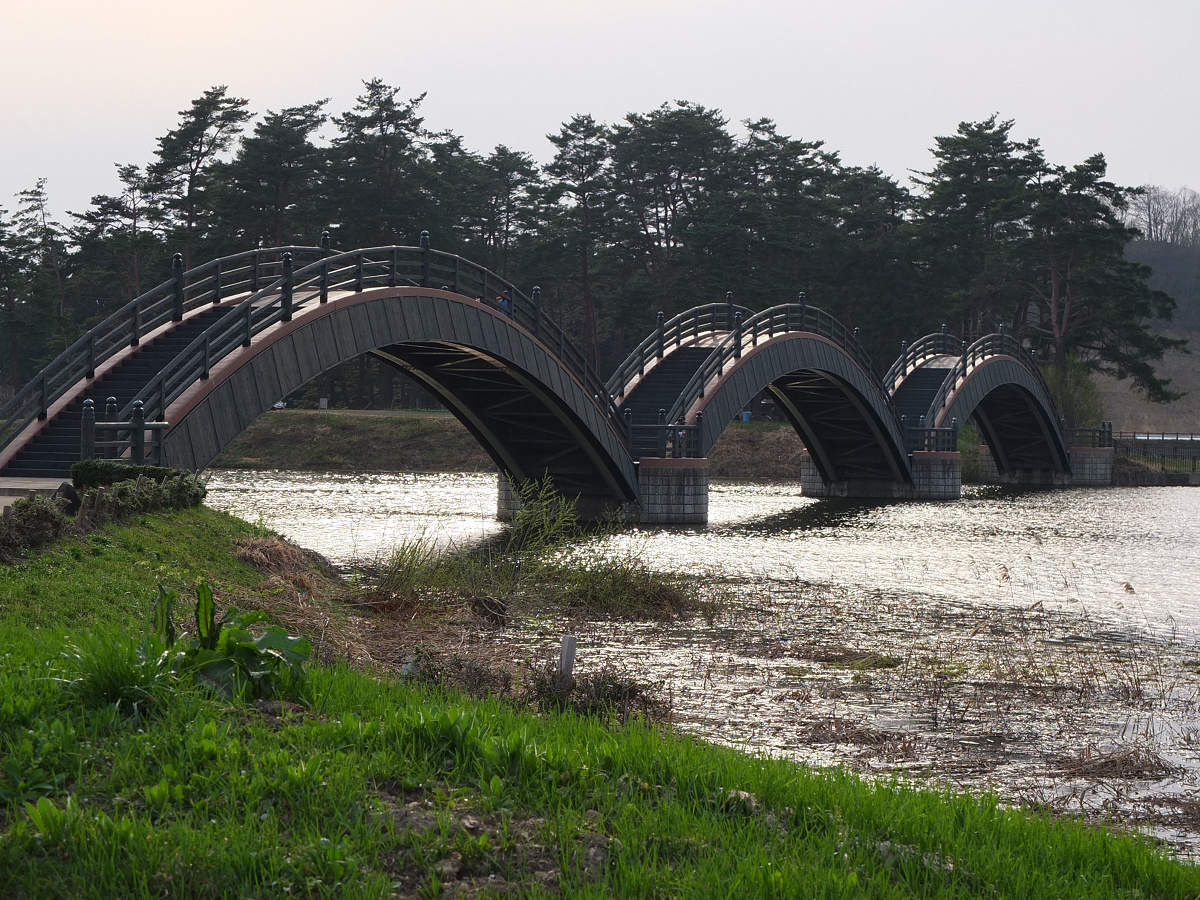

## アクセス
鉄道
東日本旅客鉄道（JR東日本） 奥羽本線 後三年駅から徒歩で約30分
自動車
E47 秋田自動車道 横手北SICから約10分
E47 秋田自動車道 / E13 湯沢横手道路 横手ICから約20分
E47 秋田自動車道 大曲ICから約20分

## 周辺
- 国道13号
- 雁の里山本公園（美郷町）
- JR奥羽本線 後三年駅（美郷町）